# Gare de La Tour-de-Peilz
La gare de La Tour-de-Peilz est la principale gare ferroviaire de la commune suisse de La Tour-de-Peilz dans le canton de Vaud. Elle est située en son centre-ville.

## Situation ferroviaire
Établie à 390,4 mètres d'altitude, la gare de La Tour-de-Peilz est située au point kilométrique 19,90 de la ligne du Simplon, entre la gare de Vevey (vers Lausanne) et la gare de Burier (en direction de Brigue).
Elle est dotée de deux voies et de deux quais latéraux.

## Histoire
La gare de La Tour-de-Peilz a été mise en service en 1861 avec l'ouverture du tronçon Lausanne - Villeneuve de la ligne du Simplon.
D'août 2020 à septembre 2021, des travaux ont été réalisés pour réhausser les quais à 55 cm de haut et créer un passage sous les voies accessible en rampe inclinée pour les personnes à mobilité réduite. Les anciens accès ont été démolis. La marquise de la gare a également été démontée pour libérer le gabarit nécessaire au passage de trains à deux niveaux,.

## Service des voyageurs

### Accueil
Gare des CFF, elle est dotée d'un bâtiment voyageurs et de distributeurs automatiques de titres de transports sur les quais. La gare est accessible aux personnes à mobilité réduite.

### Desserte
La gare fait partie du réseau express régional vaudois, assurant des liaisons rapides à fréquence élevée dans l'ensemble du canton de Vaud. La Tour-de-Peilz est desservie par les lignes R3 et R4 qui relient Vallorbe et/ou Le Brassus (pour la ligne R4) à Bex, voire Saint-Maurice,.
Elle est également desservie par quatre trains RegioExpress au cours de la pointe du matin en direction de Lausanne / Renens et trois en pointe du soir en direction de Saint-Maurice en semaine.

### Intermodalité
La gare ne dispose pas d'une desserte par bus à proximité immédiate. Toutefois, les arrêts suivants, situés à distance, sont atteignables à pied en quelques minutes et desservis par les lignes de trolleybus et d'autobus des VMCV :
- La Tour-de-Peilz, centre :
  - 201 Vevey, funiculaire – Rennaz, village
  - 203 La Tour-de-Peilz, centre – La Tour-de-Peilz, Crausaz
  - 207 Vevey, Entre-Deux-Villes – Blonay, gare
  - 208 Vevey, Entre-Deux-Villes – Blonay, gare
- La Tour-de-Peilz, Bel-Air :
  - 203 La Tour-de-Peilz, centre – La Tour-de-Peilz, Crausaz
  - 208 Vevey, Entre-Deux-Villes – Blonay, gare
  - 209 La Tour-de-Peilz, Bel-Air – Vevey, gare